# Lestes malaisei
Lestes malaisei là loài chuồn chuồn trong họ Lestidae. Loài này được Schmidt mô tả khoa học đầu tiên năm 1964.